# Fan Noli
Theophan (Fan) Stylian Noli (Edirne, 6 januari 1882 - Fort Lauderdale (Florida), 13 maart 1965) was een Albanese Albanees-orthodox bisschop, dichter en politicus.

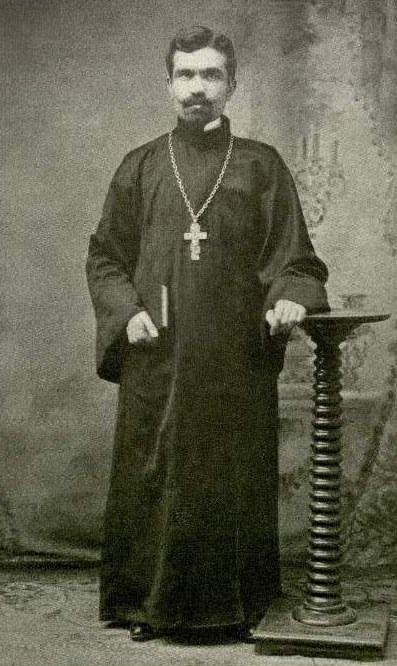
Bisschop Fan Noli

## Jeugd en jonge jaren
Theophan Noli werd nabij Edirne, in het toenmalige Ottomaanse Rijk geboren. Hij volgde middelbaar onderwijs in zijn geboortestad. Hij leefde als jonge man in Athene en Alexandrië (Egypte), hier verdiende hij de kost als drukker en acteur. Van 1903 tot 1905 was hij huisleraar Grieks in Alexandrië. Daarnaast werkte hij bij de lokale (Grieks-orthodoxe) kerk. De monnik Nilos wekte bij hem de belangstelling voor de Byzantijnse muziek en liturgie. Hij voelde zich geroepen om priester te worden. In 1906 ging hij naar Boston in de Verenigde Staten waar hij ging werken bij de Albanese gemeenschap aldaar. Hij kwam spoedig in contact met diverse Albanese nationalisten.
Als vruchtbaar schrijver en dichter publiceerde hij in de tussentijd diverse artikelen, gedichten en andere werkjes in het Grieks en Albanees.

## Priester- en bisschopwijding
In 1907 werd hij door een Russisch-orthodoxe bisschop tot priester gewijd. In datzelfde jaar ontwikkelde hij een liturgie in de Albanese taal. Een paar jaar later werd hij als bisschop erkend als leider van de toen zojuist gestichte autocefale Albanees-orthodoxe Kerk.

## Redacteur
Van 1909 tot 1912 was hij redacteur van een Albanese krant in Boston. In maart 1913 woonde hij het Albanese Congres te Triëst bij. In juli 1913 bezocht hij Albanië voor de eerste keer in zijn leven. In 1914 verwelkomde hij de eerste Albanese vorst, Prins Wilhelm zu Wied in Durrës, waar de (Duitse) vorst zojuist was gearriveerd.
Vlak voor het uitbreken van de Eerste Wereldoorlog vestigde hij zich opnieuw in Boston waar hij de redactie van de Albanese krant opnieuw op zich nam. In 1917 werd hij tot voorzitter van de liberale Vatra-club gekozen. In september 1918 richtte hij de Adriatic Review op, een Engelstalige krant voor Albanezen. In dat jaar ontmoette hij ook president Woodrow Wilson van de VS. De ideeën van president Wilson, met name die over het zelfbeschikkingsrecht van volkeren, maakten grote indruk op Fan Noli.

## Premier
In 1921 keerde Fan Noli naar Albanië terug en werd in het parlement gekozen voor de Vatra (Volks-)Partij. Hij was minister van Buitenlandse Zaken onder Xhafer Ypi. Nadat Ahmet Zogu het premierschap aanvaardde voerde hij de oppositie aan tegen Zogu en diens coalitie van grootgrondbezitters. Na een politieke moord op een liberale journalist brak er een revolte uit en week Ahmet Zogu uit naar Joegoslavië. Fan Noli werd vervolgens premier van een progressief-liberaal kabinet.
Fan Noli ontvouwde een groot hervormingsplan, onder andere de herverdeling van het grootgrondbezit. Met behulp van de Joegoslaven, restanten van het Russische Witte Leger en leden van Zogu's eigen Mati stam viel Zogu Albanië binnen en verdreef met Kerst Fan Noli en diens aanhangers. Fan Noli vluchtte naar Italië en vestigde zich later in de Verenigde Staten.

## Ballingschap
Terug in de VS vanwaar hij reizen maakte naar Noord-Europa en in 1927, de Sovjet-Unie - als lid van een delegatie van "Vrienden van de Sovjet-Unie". In 1930 richtte hij Republika, een liberaal-nationalistische krant op. Daarnaast bleef hij actief binnen de Albanese emigrantenwereld. Als zijn secretaris trad Mehmet Shehu, de latere communistische premier van Albanië, op.
Zijn grote passie, zijn werk als bisschop van de autocefale Albanees-orthodoxe Kerk, bleef echter zijn voornamste werk. Hij legde zich vooral toe op de verbetering van de liturgie en in 1932 trok hij zich uit de politiek terug om zich geheel te wijden aan de kerk en zijn tweede grote passie: muziek. In 1938 behaalde hij een graad in de muziek aan de Universiteit van Boston. In 1945 behaalde hij een doctoraat met zijn dissertatie over Skanderbeg, de grote Albanese patriot uit de vijftiende eeuw.
Na de Tweede Wereldoorlog onderhield bisschop Fan Noli goede contacten met het nieuwe communistische regime in Tirana. Hij gebruikte zijn invloed om de Amerikaanse regering te bewegen het communistische bewind te erkennen. Later distantieerde hij zich enigszins van het communistische bewind.
Fan Noli overleed in Fort Lauderdale, Florida in 1965.

## Werken (selectie)
- Israilitë dhe Filistinë (De Israëlieten en de Filistijnen), toneelstuk, 1907
- Librë e shërbesave të shënta të kishës orthodoxe (Book van de Heilige Eredienst van de Orthodoxe Kerk), 190
- Libre é te krémtevé te medha te kishes orthodoxe, (Boek van de Grote Ceremonies van de Orthodoxe Kerk), 1911
- Historia e Skënderbeut (Gjerq Kastriotit), mbretit të Shqipërisë (The Geschiedenis van Skanderbeg), 1921, Eng. vert. 1947
- Beethoven and the French Revolution, 1947
- Albumi (Album), gedichten, 1948

en nog tal van kerkelijke, literaire, muzikale en poëtische werken.
- Bibsys: 2071769
- Bibliothèque nationale de France: cb12768903b (data)
- CiNii: DA16665647
- Gemeinsame Normdatei: 11907656X
- International Standard Name Identifier: 0000 0000 6139 5123
- Library of Congress Control Number: n82062490
- Nationale Bibliotheek van Israël: 987007277355405171
- Nationale en Universitaire bibliotheek Zagreb: 000000621
- Nederlandse Thesaurus van Auteursnamen: 149496710
- SNAC: w6vg32pb
- Système universitaire de documentation: 134151100
- Virtual International Authority File: 814053
- WorldCat: E39PBJkXrPvbXb9mTGQjbKd4v3